# Министерство финансов Сербии
Министерство финансов Сербии (серб. Министарство финансија Републике Србије) — орган государственного управления Сербии, обеспечивающий проведение единой финансовой политики, а также осуществляющий общее руководство в области организации финансов этой страны. В его задачи входит подготовка и контроль за исполнением республиканского бюджета, определение консолидированного баланса государственных доходов и расходов, формирование налоговой политики и так далее. Действующий министр — Синиша Мали (с 2018 года).

## Функции
Функции Министерства финансов устанавливаются в статье 3 «Закона о министерствах» (Официальный вестник Республики Сербии № 44/2014, 14/2015, 54/2015). Кроме названных выше, они включают в себя: обеспечение доходных поступлений автономий и местного самоуправления; обоснованная минимизация государственных расходов; управление финансовыми ресурсами государства; координация реализации программ, финансируемых за счёт средств Европейского союза; контроль за государственным долгомРеспублики Сербия; макроэкономический анализ, анализ экономической и бюджетной политики; регулирование систем оплаты труда бюджетных работников; контроль за работой органов обязательного социального обеспечения, государственными закупками; предотвращение криминального наличного денежного оборота; функции фискального контроля; денежный оборот и кредитные отношения с зарубежными странами; контроль за исполнением правил внешней торговли; подготовка, заключение и реализация международных соглашений об избежании двойного налогообложения; работа таможни, таможенная политика; кредитно-денежная система; банковская система; личное страхование и страхование имущества; участие в управлении банками, страховыми компаниями, участниками рынка ценных бумаг; установление правил бухгалтерского учёта и аудита; приватизация; ряд других функций, регулирующих права собственности и иных имущественных прав, защита собственности Республики Сербия за рубежом, а также другие виды деятельности, предусмотренные законом.
Налоговое управление в качестве административного органа в составе Министерства финансов исполняет задачи государственного управления, связанные: с ведением единого реестра налогоплательщиков; налоговый контроль; обеспечение регулярного поступления налогов и сборов; раскрытие налоговых преступлений и изобличение совершивших их лиц; обеспечение международных соглашений об избежании двойного налогообложения; ведение единой налоговой информационной системы; контроль налогового учёта, а также другие обязанности, предусмотренные законом.
Таможенное управление в качестве административного органа в составе Министерства финансов исполняет задачи государственного управления, связанные: с таможенным оформлением и контролем за перемещением через государственную границу граждан, транспорта, товаров и услуг.

## Управления министерства
- Налоговое управление;
- Таможенное управление;
- Казначейство;
- Управление администрирования государственного долга
- Акцизное управление;
- Управление по борьбе с отмыванием денег;
- Управление администрирования Особых экономических зон.